# 박윤근
박윤근(朴潤根, 1891년 2월 10일 ~ 1976년 2월 7일)는 대한민국의 독립운동가이다.

## 생애

### 독립 운동 참여
충청남도 공주군 의당면(忠淸南道 公州郡 儀堂面)에서 전개된 음력 3.1 독립 만세 운동에 참여한 그는 1919년 4월 1일 충청남도 공주군 의당면에서는 8곳에서 약 400여 명의 면민들이 모여 대한독립만세를 외치며 만세운동을 전개하였다. 4월 2일에도 약 600여 명의 면민들이 10여 곳에서 각기 대한 독립 만세를 연호하며 시위행진을 전개하였다. 이 대한 독립 만세 운동에 참가하였다가 붙잡힌 그는 1919년 4월 26일 충청남도 공주경찰서에서 소위 보안법 위반으로 태(笞) 90도(度)를 받았다.

### 조선 광복 이후
이후 충청남도 공주 향리 초야에서 유교 성리학 터주로 지내다가 1945년 8월 15일, 조선 광복을 목도하였고 1년 후 1946년 한국독립당 입당하여 1970년 1월 20일 탈당할 때까지 한국독립당에서 행정자치특보위원, 대표행정위원, 대표상임행정위원, 최고위원을 지냈다.

### 정당 당원 이력
- 前 한국독립당 행정자치특보위원(1946년 ~ 1949년)
- 前 한국독립당 대표행정위원(1949년 ~ 1956년)
- 前 한국독립당 대표상임위원(1956년 ~ 1959년)
- 前 한국독립당 최고위원(1959년 ~ 1970년)

## 서훈
그의 사후 대한민국 정부는 고인의 공훈을 기리고자 2011년 대한민국 대통령 표창장을 추서하였다.